# إكس تي
نظام ملفات ممتد (بالإنجليزية: Extended File System ext اختصارًا (ext))‏ هو أول نظام ملفات أُنشئ خصيصًا لنظام التشغيل لينكس، حيث أطلق في شهر أبريل عام 1992.
صمم هذا النظام من قبل«مطورّ التطبيقات (ريمي كارد)» كي يتخطى حدودًا معينة لنظام ملفات مينيكس. يغلب على نظام ext بنية البيانات الوصفية المستوحاة من نظام ملفات يونكس (UFS).
يعتبر هذا النظام أول نسخة من عدة نسخ مطورة تلته وحلت محله مثل إكس تي 2 واكس اس ايه اف اس Xiafs، حيث إكس تي 2 يفوز ويتفوق على اكس اس ايه اف اس Xiafs في مقارنة بينهما لأن إكس تي 2 عنده قابلة حياة طويلة الأمد.

## أنظمة تمديد ملفات أخرى
هناك أعضاء آخرين في أسرة ملفات النظام:
- إكس تي 2 النسخة الثانية من نظام تمديد الملفات.
- إكس تي 3 النسخة الثالثة من نظام تمديد الملفات.
- إكس تي 4 النسخة الرابعة من نظام تمديد الملفات.

## وصلات خارجية
- تاريخ أنظمة ملفات لينكس التصميم والتنفيذ لنظام تمديد الملفات الثاني.